# Microplitis suavis
Microplitis suavis är en stekelart som beskrevs av Alexeev 1971. Microplitis suavis ingår i släktet Microplitis och familjen bracksteklar. Inga underarter finns listade i Catalogue of Life.